# Bulbophyllum quadricarinum
Bulbophyllum quadricarinum là một loài phong lan thuộc chi Bulbophyllum.